# 罪と罰 (アルバム)
『罪と罰』（原題：The Ultimate Sin）は、オジー・オズボーンが1986年に発表した4作目のスタジオ・アルバム。

## 解説
新たにフィル・スーザンとランディ・カスティロを迎えた編成で録音された。
本作からの第1弾シングル「暗闇にドッキリ!」は、アメリカではオズボーンのシングルとしては初めてBillboard Hot 100入りを果たし、最高68位に達した。全英シングルチャートでは「暗闇にドッキリ!」が20位、続く「罪と罰」が72位に達した。「シークレット・ルーザー」は映画『処刑ライダー』の挿入歌としても使用されている。
本作に伴うツアーを最後に、ジェイク・E・リーとフィル・スーザンがオズボーンのバンドを脱退した。

## 収録曲
特記なき楽曲はオジー・オズボーン、ジェイク・E・リー、ボブ・デイズリーの共作。
1. 罪と罰 - The Ultimate Sin - 3:43
2. シークレット・ルーザー - Secret Loser - 4:08
3. ネバー・ノウ・ホワイ - Never Know Why - 4:27
4. サンク・ゴッド - Thank God for the Bomb - 3:53
5. ネバー - Never - 4:20
6. ライトニング・ストライクス - Lightning Strikes - 5:12
7. キラー・オブ・ジャイアンツ - Killer of Giants - 5:41
8. フール・ライク・ユー - Fool Like You - 5:18
9. 暗闇にドッキリ! - Shot in the Dark (Ozzy Osbourne, Phil Soussan) - 4:18

## 参加ミュージシャン
- オジー・オズボーン - ボーカル
- ジェイク・E・リー - ギター
- フィル・スーザン - ベース
- ランディ・カスティロ - ドラムス
- マイク・モラン - キーボード